# Izziella
Izziella, rod crvenih morskih algi iz porodice Liagoraceae. Pripada mu pet priznatih vrsta

## Vrste
1. Izziella formosana (Yamada) Showe M.Lin, S.-Y.Yang & Huisman
2. Izziella hommersandii Showe M.Lin, S.-Y.Yang & Huisman
3. Izziella kuroshioensis Showe M.Lin, S.-Y.Yang & Huisman
4. Izziella orientalis (J.Agardh) Huisman & Schils
5. Izziella vulcanensis Huisman & S.-M.Lin